# Trochalus puncticeps
Trochalus puncticeps är en skalbaggsart som beskrevs av Louis Burgeon 1943. Trochalus puncticeps ingår i släktet Trochalus och familjen Melolonthidae. Inga underarter finns listade i Catalogue of Life.